# 二連龍屬
二連龍屬（學名：Erliansaurus）是鐮刀龍科恐龍的一屬，生活於上白堊紀的中國內蒙古。
模式種是美掌二連龍（E. bellamanus），是徐星、保羅·塞里諾（Paul Sereno）等人在2002年根據一副部分身體骨骼而描述、命名。屬名是以二連浩特市為名；種名在拉丁文意為「美麗的手掌」，意指化石的保存狀態良好。
正模標本（編號 LH V0002）被發現於中國內蒙古地區的二連組（Iren Dabasu Formation）地層，地質年代相當於坎潘階到馬斯垂克階，約7200萬到6800萬年前。這個化石是個部分身體骨骼，缺少頭顱骨包含：五個來自頸椎背椎尾椎的脊椎、右肩胛骨、左前肢（缺少腕骨）、部分骨盆、右股骨、左右脛骨、右腓骨、以及數塊蹠骨。

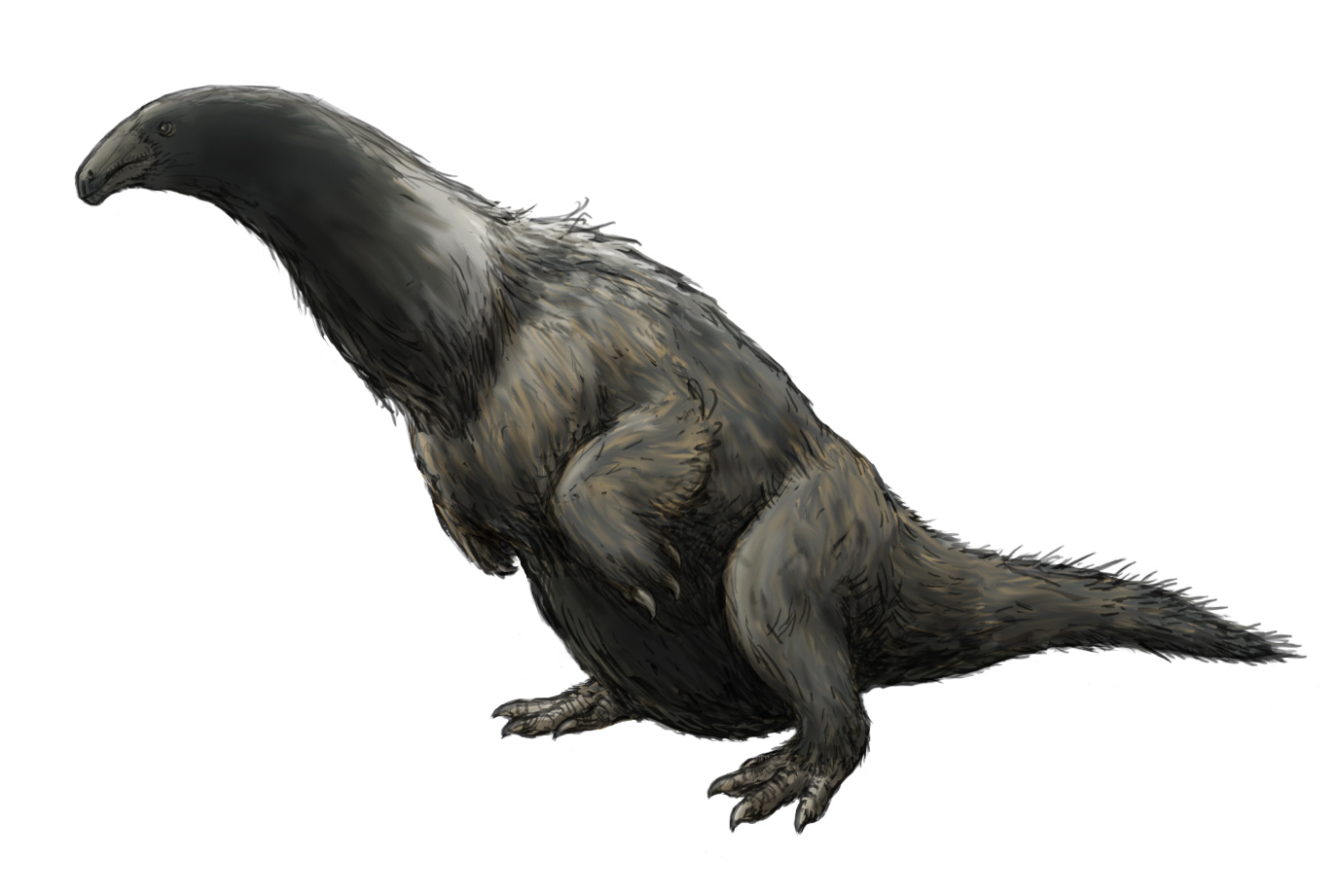
二連龍的想像圖

二連龍的唯一化石是個亞成年個體，股骨長41.2公分，生前身長估計約2.5公尺。在2010年，北美洲古生物學家格雷戈里·保罗估計其成年個體的身長約 4 公尺，體重計值約 400 公斤。
二连龙是一种双足草食性恐龙。 相对于其他镰刀龙类，它的颈椎相当短。 保存下来的股骨很直，股骨头很圆； 它的尺寸为 41.2 厘米（412 毫米）。 胫骨相对伸长，达 37.3 厘米（373 毫米）。 它的腓骨形状不寻常，前缘非常高，顶部呈凹形。 左臂保存异常完好，几乎完好无损，手上长着巨大的、非常弯曲的尖爪，其中拇指爪最大，但腕骨缺失。 

二連龍被命名時，被歸類於鐮刀龍超科的原始位置，當時被認為可能不屬於鐮刀龍科。之後一些親緣分支分類法研究，將二連龍歸類於鐮刀龍科的原始物種。2010年的一份研究，重新將二連龍歸類於鐮刀龍超科的原始位置。

## 外部連結
- Therizinosauria